# 普雷里維爾 (阿拉巴馬州)
普雷里維爾（英語：Prairieville）是一個位於美國阿拉巴馬州黑爾縣的非建制地區。該地的面積和人口皆未知。

## 地理
普雷里維爾的座標為32°30′36″N 87°41′40″W / 32.51°N 87.69444°W，而該地的平均海拔高度為57米（即190英尺）。